# Peter Johansson
Pour les articles homonymes, voir Johansson.
Peter Johansson (né le 22 août 1977 à Norrköping, en Suède) est un chanteur, guitariste, danseur et musicien suédois. Il a étudié à la School of musical theatre, Bjärnum and Ballet Academy, et au conservatoire de théâtre musical de Göteborg.
Il a participé à la production allemande de la comédie musicale Saturday Night Fever à Cologne, en Allemagne en 2001-2002 et à celle de A Chorus Line à l'Opéra de Göteborg, en Suède, en 2002-2003.
D'avril 2003 à septembre 2007, Peter Johansson participa à la comédie musicale basée sur les chansons du groupe Queen ; We Will Rock You au West End theatre, à Londres. 
En 2007, il est retourné en Suède pour jouer dans Footloose au Grand Théâtre de Göteborg. La comédie musicale a également été donnée à Stockholm en 2008.